# Heilig Hartkerk (Utrecht)
De voormalige rooms-katholieke Heilig Hartkerk in Utrecht Oost, in de buurt Oudwijk, is gebouwd in 1927-1929 en ontworpen door de architect Jos Duynstee in de stijl van de Amsterdamse School. De kerk is op 23 mei 1929 ingewijd door Mgr. Van de Wetering. Het is nog steeds een gezichtsbepalend monument in Utrecht Oost.

## Historische grond
De kerk bevindt zich op historische grond. De naam Oudwijk bestaat al sinds de middeleeuwen voor het gebied dat nu in grote lijnen de subwijk Oudwijk beslaat. Rond 1131 wordt op deze grond de Sint-Stevensabdij gesticht door burggravin Machteld van Utrecht. In de abdij woonden 20 tot 30 adellijke nonnen. In 1584 werd de abdij grotendeels gesloopt om te voorkomen dat de oorlogvoerende Spanjaarden zich er zouden vestigen. Op de resten werd later een landhuis gebouwd dat rond 1864-1870 werd verbouwd tot zijn huidige vorm, het landhuis Oudwijck dat zich naast de kerk bevindt. 
Het bisdom Utrecht kreeg het landhuis en landgoed Oudwijck in de twintiger jaren van de vorige eeuw in zijn bezit door een erfenis. Voorwaarde was dat er op het landgoed een kerk gebouwd zou worden.

## Kenmerken van de kerk
De kerk is een monumentaal gebouw met een hoge toren. Het uurwerk van de toren is een duidelijk kenmerk van de Amsterdamse school onder andere door het metselwerk en de zachtgroene tegels achter de wijzerplaat.
In het interieur bevinden zich fraaie gewelven, gemetselde gewelfbogen, metselwerk met kenmerkende geglazuurde bakstenen, veel natuursteen, glas-in-lood, tegelpatronen op de vloeren en vele ornamenten, zoals porseleinen staties, apostelsteentjes en wijwaterbakjes.
De kerk bevat meerdere kunstwerken van gerenommeerde kunstenaars. Om te beginnen de blikvanger, het Heilig Hartbeeld aan de gevel bij de huidige ingang van de kerk, van Hans Mengelberg. In de doopkapel vindt men drie glas in loodramen uit 1935 van de kunstenaar Charles Eyck. Deze stellen voor:
- Aan de linkerkant: Jozua en Kaleb (Jozua 14 vers 6).
- In het midden: De doop van Jezus in de Jordaan door Johannes de doper (Lucas 3 vers 12).
- Aan de rechterkant: Mozes leidt het Joodse volk door de Rode Zee (Exodus 13 vers 17).

Van de oorspronkelijke veertien kruiswegstaties zijn er zeven bewaard gebleven. Ze zijn gemaakt door de kunstenaar Lambert Simon in 1950-1951 op Opaline (glas).

## Verbouwing tot appartementen
Aan het eind van de 20e eeuw was het aantal gelovigen in de rooms-katholieke kerk flink afgenomen, De kerk begon met het samenvoegen van parochies en het sluiten van meerdere kerken. Dat laatste lot trof ook de Heilig Hartkerk. Vaak werden deze kerken afgebroken. De gemeente Utrecht heeft zich indertijd echter hard gemaakt voor het behoud van het gebouw. Dat heeft erin geresulteerd dat de kerk eind jaren 90 is verbouwd tot een wooncomplex met 23 appartementen.
Deze appartementen zijn gerealiseerd door architectenbureau Rokus Visser in de monumentale ruimte van het transept, het schip en de absis van de kerk. Het oorspronkelijke interieur van de kerk is ondanks de functiewijziging optimaal behouden. De appartementen hebben hun toegang via de ingang van de kerktoren en een royale centrale hal met een lift en trappenhuizen in het transept en het schip van de oorspronkelijke kerk. Eén van de processiegangen is behouden en doet dienst als extra vluchtweg en nooduitgang.
Veel details zijn grotendeels bewaard en zichtbaar gebleven, zoals de wijwaterbakjes, de biechtstoelen en een deel van de kruiswegstaties. Zo worden de bewoners blijvend herinnerd aan de oorsprong van het gebouw en wat een extra dimensie geeft aan de woonsfeer en woonkwaliteit.  Het door de bewoners in de centrale hal aangebrachte bijbelcitaat “In het huis mijns Vaders zijn vele woningen” is hier een bevestiging van.
Er is een Vereniging van Eigenaren (VvE) opgericht. Deze is nu eigenaar van het gebouw en verantwoordelijk voor het onderhoud. Gezien de ligging van het gebouw nabij het bekende rosarium heeft de VvE de naam Rosarium Hof gekregen. Het voormalige kerkgebouw heeft de status van gemeentelijk monument (344/0644). Dit betekent onder meer dat het onderhoudsplan voor het gebouw in nauwe samenwerking met de gemeentelijke Monumentenwacht tot stand komt.
Historische kerkgebouwen:
Sint-Augustinuskerk · Buurkerk · Sint-Catharinakathedraal · Domkerk · Doopsgezinde kerk · Geertekerk · Jacobikerk · Jacobuskerk · Janskerk · Kerkenkruis · Lutherse Kerk · Mariakerk · Maria Minor · Nicolaïkerk · Pieterskerk · Sint-Gertrudiskathedraal · Sint-Martinuskerk · Sint-Salvatorkerk · Sint-Willibrordkerk · Westerkerk

Overige kerkgebouwen:
Adventkerk · Bethelkerk · Blijde Boodschapkerk · Gerardus Majellakerk · Heilig Hartkerk · Holy Trinity Church · H. Johannes de Doper en H. Bernarduskerk · Johanneskerk · Mattheüskerk · Nieuwe Kerk · Sint-Aloysiuskerk ·Sint-Antoniuskerk · Sint-Dominicuskerk · Sint-Gertrudiskerk · Sint-Jacobuskerk · Sint-Josephkerk · Sint-Rafaëlkerk · Stefanuskerk · Tuindorpkerk · Wederkomst des Herenkerk · Wilhelminakerk · Willem de Zwijgerkerk

Deels gesloopte kerken:
Oranjekerk

Gesloopte kerken:
Christus Koningkerk · Begijnekerk · Heilig Kruiskapel · Johannes de Doperkerk  · Julianakerk · Lucaskerk · Onze-Lieve-Vrouw-van-Goede-Raadkerk · 
Onze-Lieve-Vrouw-ten-Hemelopnemingkerk · Oosterkerk · Sint-Bernarduskerk · Sint-Dominicuskerk (Walsteegkerk) · Sint-Ludgeruskerk · Sint-Monicakerk · Sint-Nicolaaskerk · Sint-Pauluskerk · Sint-Salvatorkerk · Vaartkerk · Zuiderkerk

Voormalige kerken:
Emmaüskerk · Noorderkerk · Leeuwenbergkerk · Sint-Isidoruskerk

Lijst van kerken in Utrecht